# Eddy Gaumont

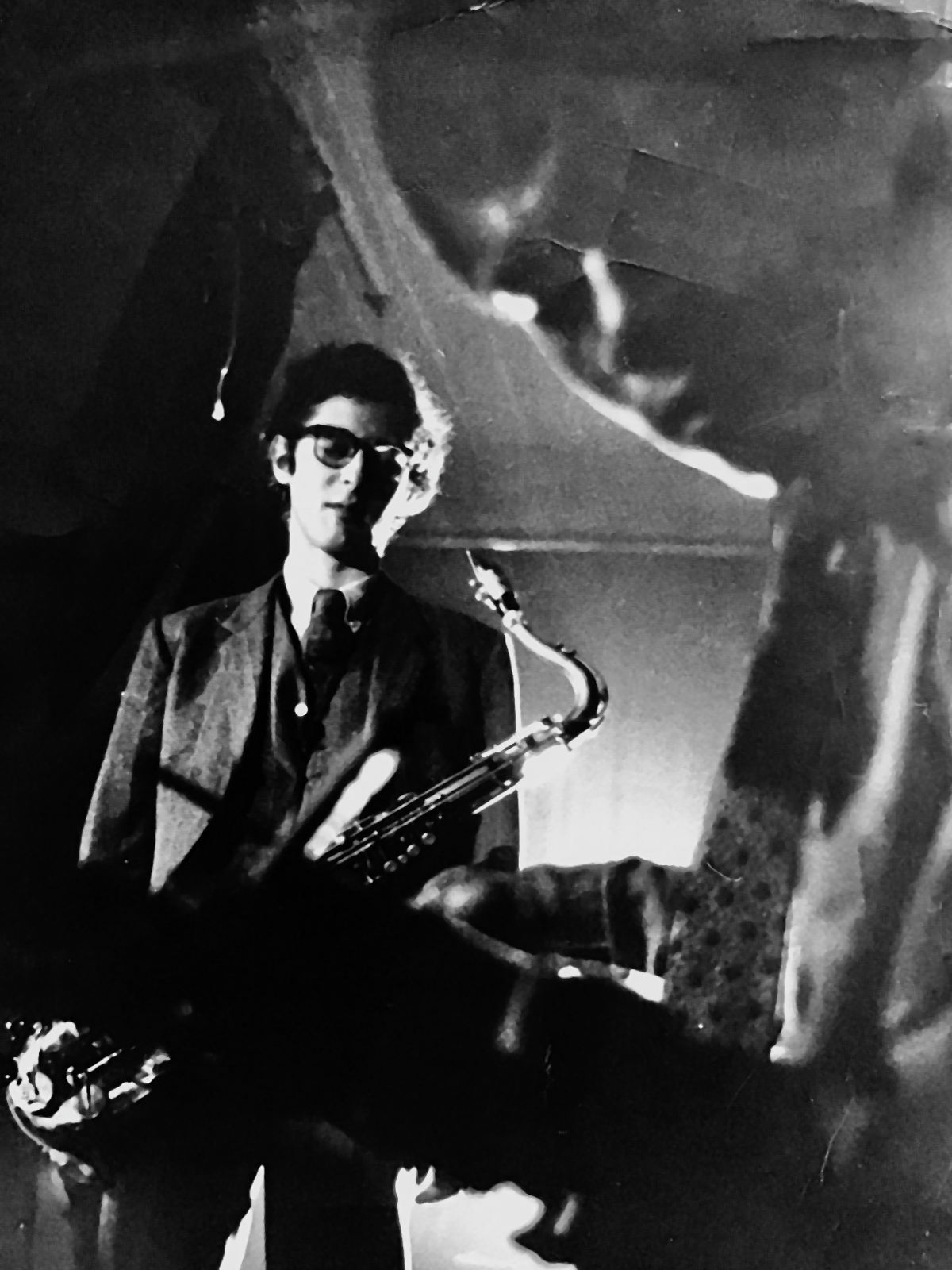
Eddy Gaumont avec Barney Wilen dans un concert à l'école HEC à Jouy-en-Josas, le 24 novembre 1966

Eddy Gaumont, né Édouard Jean-Marie Émile Gaumont le 14 août 1946 à Cayenne, en Guyane et mort le 22 novembre 1971 à Paris 13e, est un batteur de jazz et de free-jazz.

## Biographie

### Enfance
Eddy Gaumont est le sixième d’une fratrie de neuf enfants. Il est le fils de l'homme politique Édouard Gaumont et de Josèphe Madeleine Polycarpe. La famille quitte la Guyane natale pour s'installer définitivement en région parisienne au début des années 50. Eddy grandit au sein d'une famille où la musique tient une place importante, sa sœur cadette Joëlle Gaumont est pianiste concertiste classique et son frère cadet Dominique Gaumont était guitariste. Eddy s'inscrit au Conservatoire de Versailles en 1958 où il choisit le violon. C'est là en classe de solfège qu'il fera la connaissance de Jacques Thollot  avec qui il collaborera sur plusieurs expériences et albums. Eddy Gaumont étudie en parallèle en autodidacte la batterie qui deviendra son instrument de prédilection. Eddy Gaumont quitte le conservatoire à l'âge de dix neuf ans. Il apprend la batterie avec le batteur Kenny Clark.

### Carrière
Dès 1966 Eddy Gaumont rejoint la scène du free-jazz français, et collabore et enregistre avec les principaux musiciens de ce mouvement, parmi lesquels Barney Wilen, Jacques Thollot, François Tusque, Jean-François Jenny-Clark, Michel Portal, Beb Guérin, Marion Brown,...
En 1969 il fonde son propre groupe, le Synchro Rythmic Eclectic Language avec Joe Maka,et son ami le bassiste  Louis Xavier qui reprendra le groupe après le décès de son fondateur.
Malgré un talent reconnu de ses pairs, Jacques Thollot déclarait à son propos dans un entretien à Mediapart en 2002 « Eddy Gaumont aurait sûrement été le musicien du siècle », les projets qu'il entreprît ne rencontrèrent pas le succès,. Après une carrière d'à peine six années Eddy Gaumont disparaît de manière tragique le 22 novembre 1971. Disparu trop tôt « Eddy Gaumont aurait sûrement été le musicien du siècle » comme le dit Jacques Thollot lors d'une interview.      

### TV, Radio
Eddy Gaumont participa plusieurs fois à l'émission Le Pop-Club de José Artur, il n'en reste pas de témoignage. Il participa à l'émission Dim Dam Dom le 12 novembre 1967, la vidéo de l'émission Marion Brown video live French TV 1967 (avant-garde jazz) est l'unique témoignage d'une performance live d'Eddy Gaumont,.

## Discographie

### Participations
- 1967 - Collaboration avec Michel Portal à la Musique du film Le Viol de Jacques Doniol-Valcroze[13].
- François Tusques – La Reine Des Vampires 1967 - Eddy Gaumont plays violin[14].
- 1968 - Barney Wilen – Auto Jazz - Tragic Destiny Of Lorenzo Bandini[15].
- The B-Music Of Jean Rollin - Various Artists 1968-1979[16].
- Compilation 1975 – Jazz Meets The World[17].
- Jacques Thollot – Intramusique - Eddy Gaumont plays "prepared" piano[3].